# They Often See Dreams About the Spring
They Often See Dreams About the Spring (in ucraino Їм часто сниться капіж) è l'undicesimo album in studio del gruppo musicale black metal ucraino Drudkh, pubblicato il 9 marzo 2018.

## Tracce
Tra parentesi è riportato il titolo in lingua inglese.
1. Накрита неба бурим дахом... (Covered by the Sky with a Brown Roof ...) – 9:53
2. У дахів іржавім колоссю... (In the Roof's Rusty Colossus ...) – 8:43
3. Вечірній смерк окутує кімнати... (Evening Tumultuous Room ...) – 9:29
4. За зорею що стрілою сяє ... (For the Dawn that Shines Brightly ...) – 6:45
5. Білявий день втомився і притих... (The Day Was Tired and Bleached ...) – 8:40

## Formazione
- Roman Saenko - chitarra
- Thurios - voce, chitarra
- Vlad - tastiere, batteria
- Krechet - basso